# 방추속 근육 섬유
방추속 근육 섬유 (intrafusal muscle fiber) 또는 방추속근육세포 또는 방추내근섬유는 특수 감각 기관(고유 수용체) 역할을 하는 골격근 섬유이다. 그들은 근육 길이의 변화량과 변화 속도를 감지한다. 그들은 근방추를 구성하며, 감각(구심성) 섬유와 운동(원심성) 섬유 모두에 의해 신경지배된다.
추내근 섬유는 수축하여 골격 운동을 생성하고 알파 운동 뉴런에 의해 신경 지배되는 방추밖근육세포 (방추외근섬유)와 혼동해서는 안 된다.

## 같이 보기
- 알파 운동 신경세포
- 베타 운동 신경세포
- 감마 운동 신경세포
- 근방추 (근육방추)
- 방추밖근육세포 (방추외근섬유)
- 운동 단위
- Ia형 감각 신경섬유
- II형 감각 신경섬유